# Hydrocotyle aristeguietae
Hydrocotyle aristeguietae är en växtart i släktet Hydrocotyle och familjen araliaväxter.
Arten är en perenn ört förekommer i delstaten Trujillo i Venezuela. Den beskrevs av Mildred Esther Mathias och  Lincoln Constance 1963.